# ڛ
السين المثلثة التحتية ڛ حرف من الحروف الإضافية في الأبجدية العربية. يضاف هذا الحرف إلى الأبجدية العربية لترجمة بعض الأحرف الأجنبية ترجمة صوتية. كان الحرف مستخدمًا في اللغة الفارسية القديمة، وعند تتر بولندا المسلمين مقابل cz (وتلفظ ‎[t͡ʂ]‏ أو ‎[d͡ʐ]‏) في بعض المصاحف.

## الكتابة
| الموقع من الكلمة: | معزول | بدائي | وسطي | نهائي |
| ----------------- | ----- | ----- | ---- | ----- |
| شكل الحرف:        | ڛ     | ڛـ    | ـڛـ  | ـڛ    |

## الحرف بلغات البرمجة
| Your Browser      | ڛ                 |
| Index             | U+069B (1691)     |
| Class             | Other Letter (Lo) |
| Block             | Arabic            |
| Java Escape       | "\u069b"          |
| Javascript Escape | "\u069b"          |
| Python Escape     | u'\u069b'         |
| HTML Escapes      | &#1691; &#x069b;  |
| URL Encoded       | q=%DA%9B          |
| UTF8              | da 9b             |
| UTF16             | 069b              |